# Ptychamalia sericea
Ptychamalia sericea là một loài bướm đêm trong họ Geometridae.